# 12988 Tiffanykapler
12988 Tiffanykapler eller 1981 EC5 är en asteroid i huvudbältet som upptäcktes den 2 mars 1981 av den amerikanska astronomen Schelte J. Bus vid Siding Spring-observatoriet. Den är uppkallad efter Tiffany L. Kapler.